# اندیس سوراخ مار
سوراخ مار یک اندیس فلزی است که در حوالی شهر سیریک استان هرمزگان قرار دارد و مادهٔ معدنی موجود در آن، پلی متال است. سنگ میزبان این اندیس ولکانیکی رسوبی است و دیرینگی آن به دوران ائوسن می‌رسد. در این اندیس، پاراژنز‌های ترکیبات سرب وروی ومولیبدن یافت می‌شوند.